# Великие Новосёлки
Великие Новосёлки (укр. Великі Новосілки) — село в Шегининской сельской общине Яворовского района Львовской области Украины.
Население по переписи 2001 года составляло 256 человек. Почтовый индекс — 81325. Телефонный код — 3234.